# Cyrtandra dulitiana
Cyrtandra dulitiana är en tvåhjärtbladig växtart som beskrevs av Olive Mary Hilliard. Cyrtandra dulitiana ingår i släktet Cyrtandra och familjen Gesneriaceae. Inga underarter finns listade i Catalogue of Life.